# Celldömölki VSE (labdarúgás)
A Celldömölki VSE Celldömölk város sportegyesülete. A labdarúgócsapat jelenleg a Vas vármegyei I. osztály tagja.

## Történet

### Kezdetek[1]
Az egyesület 1900. november 11-én alakult Kis-Czelli Korcsolyás Egylet néven. Az első – nem hivatalos – labdarúgó mérkőzésre 1910. július 31-én került sor, az ugyanebben az évben alakult Celldömölki Athletikai Club (CAC)  két csapata között. 1911-ben a csapat két mérkőzés után a Celldömölki Football Club nevet vette fel. 1913.március 30-án megalakult a Celldömölki Sport Egyesület, a labdarúgócsapat az egyesület szakosztályaként működött tovább. 1914-ben a CSE-t elhagyó fiatal labdarúgók megalakították a Celldömölki Torna Club-ot. A csapat július 12-én 5:0 arányban megnyerte első mérkőzését, de kitört az első világháború, és a CTC megszűnt. 1920. április 8-án az egyesület, mint jogi személy, belépett a Magyar Országos Véderő Egyesületbe és felvette a MOVE CSE nevet. 1923. június 24-től a városnak két labdarúgócsapata volt: a CSE és a frissen alakult Czelldömölki Törekvés Sport Egyesület. 1927. augusztus 15-én mindkét csapat gazdasági okok miatt "feloszlatta" magát és Celldömölki Egyesült Sport Egyesület néven fuzionáltak (a döntés már júliusban megszületett). Az egyesület színei ettől fogva a sárga és a kék – a CSE fekete-fehér és a CTSE piros-fekete színei helyett. A CESE 1931.október 11-én játszotta utolsó hivatalos mérkőzését, visszalépett a bajnokságból majd 1932. április 4-én megszűnt. Az 1932. szeptember 8-án átadott – és közel  70 évig használt – tribün felavatás alkalmából játszott meccset közel két év szünet követte, ezen felül 1933-ban az összes szakosztály beszüntette működését.

### Vasutas évek[1]
1934. június 23-án megalakult a Celldömölki Vasutas Sportegyesület a CESE utódaként, 1949 januárjában a sportegyesületi névre szóló rendelkezés miatt Celldömölki Vasutas Sportkör nevet vette fel. 1951. január 29-én a SZOT rendeletben a vasutas csapatokat a felvette Lokomotív SE tagjai közé, így kötelezve őket a "Lokomotív" név felvételére. Ezzel egy időben 9 másik sportegyesületi típust hoztak létre: Bányász, Előre, Építők, Kinizsi, Petőfi, Szikra, Vasas, Vörös Lobogó és Vörös Meteor. 1954-ben más sportkörökkel összeolvadva létrejött a Celldömölki Vasútépítő Egyesült Lokomotív Sportkör, majd egy évvel később – egy országos alapszabály-módosítás után – a Celldömölki Vasutas Törekvés Sportkör. 1956 végén összeolvadt a Celldömölki Bástya Sportkörrel (1952-ben alakult Vörös Meteor néven) Celldömölki Vasutas Egyetértés Sportegyesület néven. 1981 januárjában újabb fúzió következett, a Celltex SE, a Keripar TC, a Textiles SE és a CVESE létrehozták a Celldömölki Vasutas Munkás Sportegyesületet. 1995. november 7-én az utolsó egyesületi küldöttközgyűlés a napjainkig használt Celldömölki Városi és Vasutas Sportegyesület név felvétele mellett döntött.

### Antók-korszak[1][2]
1996 nyarán a labdarúgó-szakosztály szponzori szerződést kötött az Antók Nyomdaipari Kft.-vel, és a többi szakosztálytól teljesen önállósítva CVSE-Antók Nyomda néven  működött tovább. A megnövekedett anyagi lehetőségeknek köszönhetően a csapat előbb 1997-ben megnyerte a megyei I. osztályú bajnokságot, majd 1999-ben 30 pont előnnyel, 7 fordulóval a bajnokság vége előtt az NB III Bakonyi-csoportját.
 2000. január 1-jén megkezdte működését a CVSE-Antók Nyomda Kft., amelyben a CVSE 5%, míg a névadó Antók Zoltán 95%-os tulajdoni hányaddal rendelkezett, így a labdarúgó-szakosztály a nyomdaipari vállalkozó tulajdonába került. Vezetőedzőnek a Ferencváros volt válogatott labdarúgóját, Pintér Attilát szerződtette az új tulajdonos – akit aztán 2002-ben a PELC-hez, majd egy évvel később a Matáv Sopronhoz is magával vitt. A bajnoki rendszer változásának köszönhetően a csapat az ebben az évben az NB II – Nyugati csoportban elért 4. helyezésével az – "NB I amatőr" helyett létrehozott és néhány év múlva megszüntetett – NB I/B-ben indulhatott. A csapat története legjobb eredményét 2002-ben érte el, amikor Siófok FC-vel egyenlő pontszámmal végzett az NB I/B Nyugati csoportjának élén. Habár a CVSE gólaránya jobb volt, az egymás elleni eredmény döntött, így a Siófok jutott fel az NB I-be.

### Napjainkban
A 2001-2002-es bajnokság után Antók Zoltán elhagyta a csapatot, hogy a szomszédos Pápa csapatával, a PELC-cel próbálja meg a feljutást az első vonalba. Az évekig épített keretből alig maradtak játékosok és a csapat 2006/2007-es bajnokság után az immáron újra NB II-nek nevezett második vonalból kiesett az NB III-ba.
A harmadosztálytól 4 szezon után búcsúzott a CVSE, a 2010/11-es bajnokság végén 14., kieső helyen végzett a Bakony csoportban. Habár maradhatott volna harmadosztályú a csapat (a bennmaradó Büki TK és Lipót SK nem vállalta az NB III-at, illetve a megyei bajnokok közül csak a Körmend FC adta be a nevezését ebbe az osztályba), pénzügyi okok miatt a Vas megyei I. osztályban indult a 2011/12-es szezonban – ahova a pályán elért eredmények alapján egyébként is neveznie kellett volna.

## Szurkolói csoportok
- 2022 - jelenleg is

Real Celldömölki VSE Fans Action Group
- 2003 - 2010 Ultras Celldömölk: ( Los Banditos, Kiscell Ultras, Bajtársak, Zsiványok, Boys )
- 2010-  Kemenesaljai Harcosok (KH)

## Aktuális játékoskeret
2019. március 9-én:
* a félkövérrel írt játékosok rendelkeznek felnőtt válogatottsággal.
| Kapusok | Kapusok      |
| ------- | ------------ |
| 22      | Osvald Márkó |
| 79      | Bíró Tibor   |

| Hátvédek | Hátvédek       |
| -------- | -------------- |
| 2        | Lempeg Olivér  |
| 5        | Varga Jenő     |
| 7        | Győrvári Gábor |
| 11       | Virág Martin   |
| 12       | Kovács Zalán   |
| 18       | Huszár Tamás   |

| Középpályások | Középpályások |
| ------------- | ------------- |
| 3             | Büki Martin   |
| 6             | Szuh Ferenc   |
| 8             | Gorácz Máté   |
| 9             | Orosz Norbert |
| 13            | Horváth Dávid |
| 14            | Pázsi Máté    |
| 16            | Molnár Tamás  |

| Csatárok | Csatárok      |
| -------- | ------------- |
| 10       | Németh József |
| 17       | Szép Dániel   |
| 19       | Klauzer Ádám  |
| 20       | Piri Balázs   |

## Játékosmozgás
2018/2019-es szezon előtt és közben
| Érkezett: - Osvald Márkó, Sárvár FC Távozott: - Bodor Tibor Kemenesalja FC - Czöndör Bálint, Kemenesalja FC |

## Eredmények
- 1979. Szabad Föld Kupa
- 1988. Szabad Föld Kupa
- 1998-1999. NB III Bakony-csoport
- 2001-2002. NB I/B – Nyugati csoport

### Négy város tornája
A CVSE minden évben részt vesz a Négy város tornáján, amelyet utoljára 2011-ben nyert meg.
A torna a következő bajnokságra való felkészülést szolgálja, minden évben megrendezik Barcs (Barcsi SC), Celldömölk, Körmend (Körmend FC) és Lenti (Lenti TE) csapatainak részvételével – a négy település 1979-ben kapott városi rangot, innen ered az elnevezés. A helyszínt évente felváltva adja a négy résztvevő.

## Neves játékosok
- Bognár Zoltán, válogatott labdarúgó
- Cseke László
- Csordás Csaba
- Dobány Lajos, a Haladás, a Pécsi MFC és a ZTE csatára
- Gajda István
- Halgas Tibor
- Puglits Gábor, válogatott labdarúgó
- Sipos Norbert
- Somorjai Tamás
- Szabó Ferenc, a Haladás, a Rába ETO és az FTC csatára
- Szép Tamás
- Venczel Balázs
- Zsivóczky Gyula
- Zsömlye György

## Neves edzők
- Bognár Zoltán, 2009
- Fedor Sándor
- Pintér Attila, 2000-2002